# Lónyay Zsigmond
Lónyay Zsigmond (1593 ? – 1653. május 7. ?) nagybirtokos, nemes, diplomata, beregi és krasznai főispán.

## Élete
1593-ban született ismeretlen helyen. Apja Lónyay István szatmári és tokaji kapitány, anyja somlyói Báthory Kata volt. Hatan voltak testvérek. Testvérei: Kata (Nyári Bernát neje), János Dévavár kapitánya (kinek neje Kendeffy Zsófia volt), Zsuzsanna (Becsky László neje), Anna 1592 (Kapy Zsigmond neje) és András 1620 kállói kapitány (neje Perneszy Erzse volt). Lónyay I. Zsigmond kétszer nősült, első neje Varkácz Margit, kitől Margit nevű lánya született, ki Csáky István neje lett. 2. neje Bánffy Erzse volt, kitől Anna és Zsuzsanna nevű gyermeke született: Anna kétszer ment férjhez: 1. férje Wesselény István, a 2. Kemény János fejedelem lett. Zsuzsanna férje Bocskay István főispán lett. A Lónyay családból Zsigmond volt az, aki esze és ügyessége révén a legmagasabbra emelkedett.
Szabadelvűsége miatt mindvégig az erdélyi fejedelmek oldalán állt.
1625-ben anyja, somlyói Báthory Kata végrendeletében ráhagyta többek között az aranyosmeggyesi várat és birtokot is, melyet reneszánsz várkastéllyá alakíttatott át és legfontosabb rezidenciájává választott. 1626-ban Bethlen Gábor fejedelem követe és béketárgyalási megbízottja volt a császárnál. 1627-ben bárói címet kapott és kinevezést Kraszna vármegye főispánjává. 1644-1645-ben I. Rákóczi György követe volt Esterházy Miklós nádornál, de nagy része volt a pozsonyi és a linzi békemegkötésében is. 1648-ban I. Rákóczi György beregi főispánná is kinevezte, de emellett birtokai is tetemesen gyarapodtak saját és feleségei szerzeményei által. 1649 április 12-én kijelölték nádorrá is. 1653-ban érte a halál, ismeretlen helyen. Birtokait, köztük az aranyosmeggyesi várat is lánya, Lónyay Anna örökölte, melyek később a kincstárra szálltak.